# معجم اللغة الكورية المعياري
معجم اللغة الكورية المعياري (باللغة الكورية: 표준국어대사전) هو معجم لغوي شامل للّغة الكورية، يُعَدّ المرجع الرسمي الأعلى في توصيف مفردات اللغة الكورية من حيث النطق، والكتابة، والمعاني، والاستخدام، ويصدر عن المعهد الوطني للّغة الكورية (국립국어원)، وهو الهيئة الحكومية المعنية بوضع السياسات اللغوية وتوحيد الاستعمال اللغوي في كوريا الجنوبية.

## المعيارية
كلمة "معياري" في السياق اللغوي تعني: المعتمد رسميًا من قبل مؤسسات الدولة أو المعجم اللغوي المستخدم والمرجوع اليه في التعليم والإعلام والإدارة. هذا المعجم لا يكتفي بجمع كلمات اللغة الكورية فحسب، بل يعرضها كما يجب أن تُستخدم وفق المعيار اللغوي القومي المعتمد، سواء في النطق أو الكتابة أو الاشتقاق أو الأسلوب.

## الفروقات
المعاجم "المعيارية" تختلف عن المعاجم الوصفية (التي تكتفي بوصف الاستعمالات اللغوية كما هي في الواقع) بأنها تحتوي على وظيفة توجيهية وتنظيمية، فتقرر ما هو صائب لغويًا وما ينبغي تجنبه، وتوصي بالاستخدامات التي تواكب السياسات اللغوية الوطنية. من هنا جاءت تسمية المعجم هذا بمعجم اللغة الكورية المعياري 

## الأهمية
تؤدي المعاجم المعيارية دورًا أساسيًا في:
- تثبيت الاستعمال الصحيح للغة في ظل تعدد اللهجات والاختلافات الإقليمية.
- دعم التعليم الموحد عبر اعتماد مرجع لغوي موحد في المدارس والجامعات.
- الحفاظ على الهوية اللغوية والثقافية عبر صيانة اللغة وتحديثها في آنٍ واحد.
- توجيه الإعلام والخطاب العام نحو لغة دقيقة وواضحة وسليمة.
- معالجة قضايا الترجمة والتوطين العلمي عبر توفير مرجع رسمي لمفردات اللغة. [2]

## المحتوى والتصميم
يحتوي معجم اللغة الكورية المعيارية (باللغة الكورية: 표준국어대사전) على نحو 600,000 مدخلًا لغويًا، ويُعتبر من أكبر وأشمل المعاجم الكورية المتخصصة في جمع وتعريف مفردات اللغة الكورية. يتم تحديثه دوريًا ليواكب التطورات اللغوية ويضم مفردات حديثة وعامية بالإضافة إلى المصطلحات العلمية والتقنية. تصميم المعجم يتسم بالتنظيم المنهجي، حيث تشرح كل مدخلة تعريفها بالتفصيل، مع بيان النطق الصحيح، والاشتقاقات، وأمثلة على الاستخدام، وأحيانًا مرادفات وأضداد. كما يبرز المعجم استخدامات الكلمة في السياقات المختلفة ويشير إلى اختلافات اللهجات إن وجدت. يتوفر المعجم بصيغ متعددة: طبعة مطبوعة تضم ثلاثة مجلدات ضخمة ذات حجم كبير، بالإضافة إلى نسخة رقمية على أقراص مدمجة، وأيضًا نسخة إلكترونية متاحة عبر الشبكة العنكبوتية، مما يسهل الوصول إليه في مختلف الظروف. تنسيق المعجم يراعي الوضوح وسهولة التصفح، مع اعتماد خطوط واضحة وعناوين فرعية مميزة لكل مدخل، ويشمل أيضًا إشارات إلى قواعد اللغة وأمثلة واقعية تساعد المستخدمين من الطلاب والباحثين والمهتمين على فهم اللغة الكورية وتطبيقها بشكل صحيح.

## التاريخ
بدأ جمع مادة معجم اللغة الكورية المعيارية في الأول من يناير عام 1992، على يد الأكاديمية الوطنية للغة الكورية، وهي الهيئة السابقة للمعهد الوطني للغة الكورية.  نُشرت الطبعة الأولى من المعجم في ثلاثة مجلدات في 9 أكتوبر 1999، تلاها القرص المضغوط الذي تم إصداره في 9 أكتوبر 2001.  أُطلِق الإصدار الإلكتروني للمعجم على الإنترنت في 9 أكتوبر 2002،  وتمت مراجعته في 9 أكتوبر 2008. 